# Agócs
Az Agócs régi magyar családnév. Apanév, amely az Ágoston személynév rövidülése + ócs becéző képzővel alakult ki.

## Híres Agócs nevű személyek
- Agócs Annamária (1971) válogatott labdarúgó
- Agócs Attila (1941–2000) tanár, szobrász, grafikus
- Agócs Attila (1978) néprajzkutató, füleki múzeumigazgató, polgármester
- Agócs Gergely (1969) népzenész, néprajzkutató
- Agócs Írisz (1977) képzőművész, könyvillusztrátor
- Agócs János (?) labdarúgó-játékvezető
- Agócs Judit (1974) színművész
- Agócs Valéria (1955) válogatott kézilabdázó, edző